# While My Guitar Gently Weeps
While My Guitar Gently Weeps – piosenka zespołu The Beatles napisana przez George’a Harrisona. Ballada rockowa wydana została na albumie The Beatles (nieformalnie Biały Album) w 1968 roku. W utworze na gitarze prowadzącej zagrał Eric Clapton, przyjaciel Harrisona. W 2004 piosenka została sklasyfikowana na 135. miejscu listy 500 utworów wszech czasów magazynu „Rolling Stone”, a na 7. miejscu wśród 100 najlepszych piosenek gitarowych według tego samego czasopisma amerykańskiego.
W 2004 roku, kiedy Harrison został jako solowy artysta pośmiertnie wprowadzony do Rock and Roll Hall of Fame, utwór w hołdzie dla niego zagrał Prince wraz z Tomem Pettym, Jeffem Lynne’em oraz Dhanim Harrisonem (synem George’a).
W 2010 roku swoją wersję utworu nagrał Carlos Santana, z gościnnym udziałem India.Arie i Yo-Yo Ma. Piosenka promowała album Guitar Heaven: Santana Performs the Greatest Guitar Classics of All Time.

## Twórcy
- George Harrison – wokal, wokal wspierający, gitara akustyczna, organy Hammonda
- John Lennon – gitara rytmiczna
- Paul McCartney – wokal wspomagający, gitara basowa, pianino, organy
- Ringo Starr – perkusja
- Eric Clapton – gitara prowadząca